# Kongestia

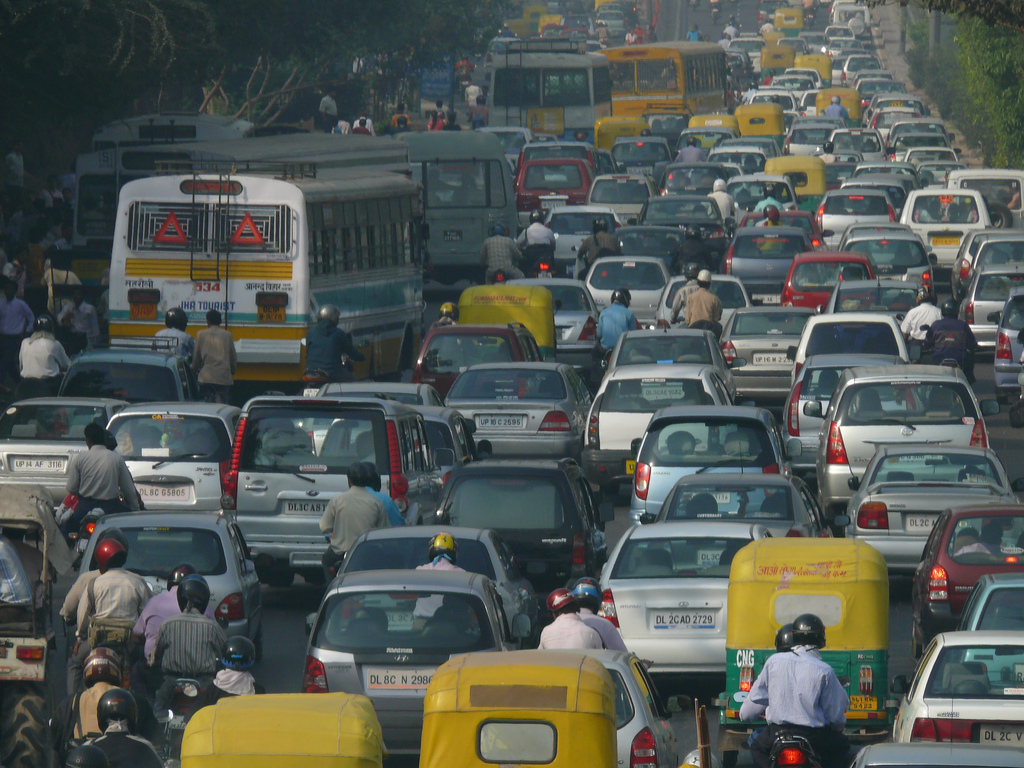
Ruch drogowy w Delhi

Kongestia (ang. congestion) – chroniczne zjawisko większego natężenia ruchu środków transportu od przepustowości wykorzystywanej przez nie infrastruktury. 

## Występowanie i charakterystyka
Występuje na niektórych odcinkach sieci i węzłach transportowych, szczególnie na obszarach wysoko zurbanizowanych lub na trasach łączących ze sobą ośrodki o dużej sile wzajemnego ciążenia. Objawia się dużym zmniejszeniem średniej prędkości ruchu, długotrwałymi zatorami, rozlewaniem się na sieci dojazdowe. Jest trudna do przezwyciężenia ze względu na ograniczenia przestrzenne rozbudowy przeciążonej infrastruktury i lawinowe narastanie ruchu po modernizacji odcinków dotkniętych kongestią.
Warunki wystąpienia kongestii to:
- pojawienie się w tym samym czasie większej liczby nabywców lub użytkowników,
- poświęcanie przez użytkowników pewnych zasobów w postaci zużycia środków produkcji, innych dóbr, straty czasu,
- ilość zasobów na jednostkę uzyskiwanego dobra musi być ściśle uzależniona od czasu jego nabycia lub uzyskania.

Kongestia transportowa może wystąpić:
- na sieci transportowej (na liniach i w punktach transportowych),
- w środkach transportowych.

Kongestia na sieci transportowej może powstawać:
- w miejscach o niedostatecznej przepustowości nazywanych „wąskimi gardłami”, jest to kongestia pierwotna; w krajach o wysokim poziomie motoryzacji występuje szczególny rodzaj kongestii pierwotnej (można ją nazwać węzłową), kiedy to w wyniku przekroczenia zdolności przepustowej skrzyżowania stanowiącego „wąskie gardło” na pewnym obszarze miasta dochodzi do zatrzymania ruchu na wyodrębnionym obszarze przylegającym do tego skrzyżowania;
- w miejscach, które nie są „wąskimi gardłami”, ale w wyniku wystąpienia kongestii pierwotnej, wtórnie ulegają zatłoczeniu, gdyż ruch omijający odcinek krytyczny kieruje się w inne miejsca, powodując także tam przekroczenie zdolności przepustowej, można ten rodzaj kongestii nazywać wtórną.

## Przykłady kongestii
- transport drogowy: korek drogowy
- transport kolejowy: oczekiwanie pociągu przed semaforem wjazdowym na stację
- transport morski: zatłoczenie w portach i związane z tym oczekiwanie statku na redzie
- transport wodny śródlądowy: zatłoczenie w przystaniach, na śluzach
- transport lotniczy: opóźnienia lotów spowodowane zatłoczeniem lotnisk lub niesprzyjającymi warunkami atmosferycznymi
- transport przesyłowy:
- telekomunikacja: zwalniający internet, przeciążenie linii telefonicznych